# 小西のりゆき
小西 のりゆき（こにし のりゆき、1957年8月13日 - ）は、日本のミュージカル俳優、歌手、翻訳家。蝦名商会所属。

## 略歴
大阪府大阪市生まれ。同志社香里高等学校卒業、同志社大学経済学部入学。同志社大学在学中に「スター誕生!」「君こそスターだ!」等のオーディション番組に挑戦。テレビ出演には漕ぎ着けるものの最終審査で合格には及ばなかった。同志社大学卒業後、ロサンゼルスの南カリフォルニア大学へ留学。歌への情熱を遂行すべくドラマ科に編入し、3年後に卒業する（ジョン・トラボルタの妻で女優のケリー・プレストンは大学時代の同級生）。南カリフォルニア大学卒業後、アメリカ中西部の学校や病院や福祉施設を回り、在学中に学んだパントマイムのソロ・パフォーマンス・ツアーを敢行。ロサンゼルスに戻ってからはテレビやステージ出演等の芸能活動を続行。代表作：“Stir Crazy”Columbia TV、“It's your move（Jason Batesman主演）”Embassy TV等。帰国後、大阪のビジネス系専門学校での英語教師の職を経て、1992年「ミス・サイゴン」初演のオーディション合格を機に上京。以降、数多くの舞台に出演。また、大地真央、石井一孝、村井國夫のコンサートや、プログレッシブ・ロック・ミュージシャン奥本亮のライブ等にもヴォーカリストとして参加した。2004年9月、初のソロ・ライブ「One Voice vol.1　テル・マイ・ファーザー」を機に、ミュージカルの他、ジャズ、ポップス、ロック、クラシック、R&B、J-pop等、様々なジャンルの曲を歌うソロ・ライブ活動を国内各所のライブハウスにて続けている。ミュージシャン集団「Music Box」の一員として障害者施設や老人ホーム、病院や学校などで演奏を行ったり、ユニットとしてライブやコンサート、オリジナル楽曲製作等の活動にも力を注いでいる。
1999年、ピーター・グリーナウェイ監督の映画「8 1/2の女たち」に出演。借金苦の韓国人パチンコ店オーナーを演じている。2004年12月、桶川市民ホールにてオリジナルミュージカル「a day after christmas」を作・構成および演出。2021年12月、豊洲シビックセンターホールにて「ミュージカルコンサート2021」を作・構成および演出に携わった。2007年公開のディズニー映画「魔法にかけられて」日本語版でアカデミー賞にノミネートされた曲「So Close～そばにいて」を歌唱。他に「プリンセスと魔法のキス」「メリダとおそろしの森」「塔の上のラプンツェル」「アナと雪の女王」「Vivo」等のディズニー映画にコーラスとして参加。また、志摩スペイン村パルケエスパーニャの20周年テーマソング「アデランテ」を歌唱した。2014年11月、デューク・エイセスの一員としてNHK「BS日本のうた」に出演。2016年6月東京ディズニーシー15周年記念コンサートに参加。2020年2月、横浜アリーナでの「美女と野獣」フィルムコンサートに出演。2021年12月、所属事務所MTプロジェクト代表飯塚龍郎の逝去に伴い、事務所は解散・廃業。訳詞家として「スタジオ・エコー」に所属しながら、シンガーおよび役者としては暫くフリーで活動。2022年10月、元MTプロジェクト所属俳優の蝦名孝一が立ち上げた新事務所「蝦名商会」に所属。英語力を活かした翻訳も多数手がけている。2022年11月にDisney+で独占配信が始まった「魔法にかけられて2（Disenchanted）」日本語版では全曲の訳詞の他、コーラスとしても参加した。

## 出演歴
- 「La Cage aux Folles」
- 「泣かないで」
- 「回転木馬」
- 「Hair '97」
- 「南太平洋」
- 「Rocky Horror Show」
- 「RENT」
- 「Footloose」
- 「クリスマス・ボックス」
- 「ミラクル」
- 「イーストウィックの魔女達」
- 「ベガーズ・オペラ」
- 「Our House」
- 「マリー・アントワネット」
- 「シラノ」
- 「ジェーン・エア」
- 「ディートリッヒ」
- 「キャンディード」
- 「ミカド」
- 「ハムレット」
- 「ウレシパモシリ」
- 「文七元結」
- 「君よ生きて」
- 「くっくまミュージカル」
- 「オリーブ」
- 「ブルックリン」
- 「ジェーソン・ウィンターズ物語」
- 「ナイツ・テイル」
- 「Crescent」
- 「鏡の法則」
- 「Happy Funny クリスマス〜アクリルジャンクション」
- 「ルルドの奇跡」
- 「マッカーサーズ・スイートにて〜YOKOHAMA Short Stories」
- 「アゲイン！」
- 「RAGTIME」
- 「ジル・ド・レ ～吾輩は娼館の蚤である～」

## 訳詞・翻訳
- 「サイモン･ヘンチの予期せぬ一日」（2011年1月／主演：辰巳琢郎）
- 「Seussical」（2013年6月／イリナ・ミュージカル・アカデミー）
- 「ピノキオ〜もうひとつの物語」（2014年3月／名取こどもミュージカル）
- 「into the Woods」（2014年10月／イリナ・ミュージカル・アカデミー）
- 「Legally Blonde」（2015年4月／イリナ・ミュージカル）他。